# Grasschweinchen
Ein Grasschweinchen ist ein Keramikgefäß aus Terrakotta und ähnelt in der Form einem Sparschweinchen.
Der Gefäßtyp wurde bereits vor 1800 von Töpfereien im Raum Grimma hergestellt und diente ursprünglich in Bauernhäusern als Aufzuchthilfe für Enten- und Gänseküken, die so bald nach dem Schlüpfen mit etwas frischem Grün gestärkt wurden. Die Grasschweinchen werden auch heute auf Bestellung von Töpfereien angefertigt und dienen als Dekorationsware für die Fensterbank oder Vorgarten.

## Aufbau und Verwendung
Die Grasschweinchen wurden vom Gefäßtyp des Sparschweinchen abgewandelt. Sie wurden meist in einer Länge von 15 cm und einer Breite von 8 bis 10 cm hergestellt, besitzen vier Standfüßchen, einen halslosen Kopf mit angedeutetem Rüssel, angarnierten Ohren und einen angesetzten Ringelschwanz. Vom Sparschwein unterscheiden sie sich durch die auffälligen, an den Flanken und auf dem Rücken mit einem groben Kamm in den noch weichen Ton geritzten tiefen Rillen. Die kleine Öffnung auf der Oberseite ist etwas größer als der „Geldschlitz“ beim Sparschweinchen und dient hier zum Einfüllen von Wasser. Bei manchen Herstellern wurde die Oberfläche noch mit einer einfachen Glasur veredelt. Nach dem ersten Brand war das Grasschweinchen bereits verwendungsfähig.
Die Grasschweinchen wurden vor 200 Jahren so genutzt:
Man füllte sie mit Wasser, streute Grassamen in die Rillen und brachte sie in die warme Bauernküche, sodass das Gras anfing zu wachsen. Dann stellte man sie den jungen Enten- und Gänseküken hin, die man unterm Tisch oder nahe am Herd der Küche aufzog und die in den kalten Apriltagen noch nicht ins Freie durften. Sie fressen das Gras völlig ab. In dieser Form erhielt sich die Sitte im Leipziger Umland noch bis um 1900.
Neben dieser profanen Verwendung erhielten die Grasschweinchen bald Bedeutung als originelles Geburtstagsgeschenk, Urlaubssouvenir oder Glücksbringer. Auch Berliner Gärtnereien ließen sich um 1900 in großer Menge Grasschweinchen anfertigen, sie wurden später im Sortiment von den Kräuter- und Petersilientöpfen für den Küchenbedarf ersetzt. Zu dieser Zeit ging auch die heimische Aufzucht von Küken zurück, man beschaffte sich den Bedarf aus Geflügelfarmen.